# Mihail Cosma
Mihail Cosma (n. 1883, Beiuș – d. 1940, Ineu) a fost un deputat în Marea Adunare Națională de la Alba Iulia, organismul legislativ reprezentativ al „tuturor românilor din Transilvania, Banat și Țara Ungurească”, cel care a adoptat hotărârea privind Unirea Transilvaniei cu România, la 1 decembrie 1918.:p. 77

## Biografie
Mihail Cosma a studiat teologia la Academia Teologică, slujind pe tot parcursul carierei sale ca preot în Răpsig, județul Arad. A făcut parte din „Asociațiunea Națională Arădană pentru cultura poporului român”. După 1918 a fost protopop ortodox la Ineu.:p. 16

## Activitatea politică

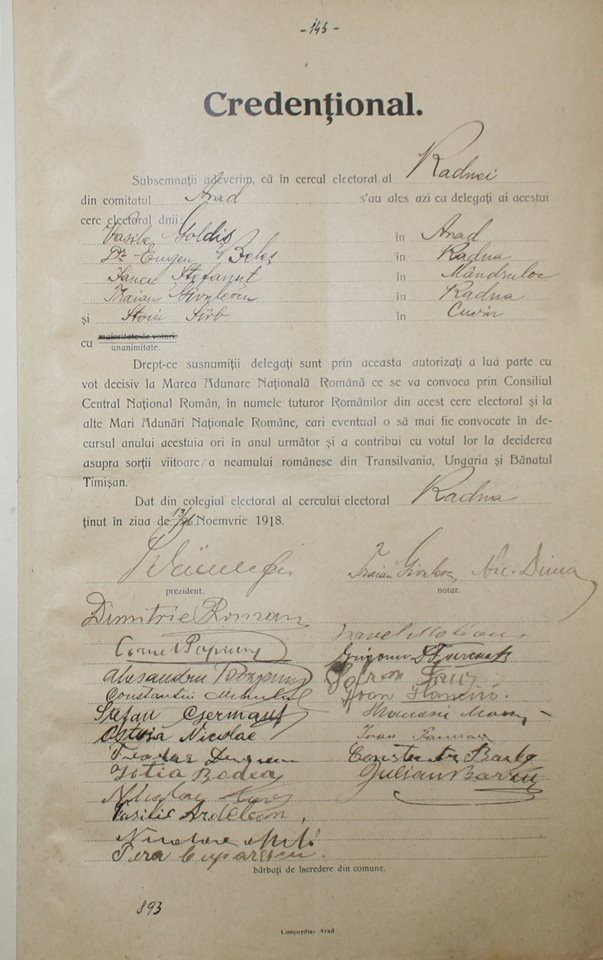
Credențional

Ca deputat în Adunarea Națională din 1 decembrie 1918 a reprezentat, ca delegat de drept, cercul electoral Ineu. După 1918, acesta a devenit șef al secției P.N.Ț Arad și deputat între anii 1928-1931 și 1932-1933.:p. 77:p. 16